# Tellervo arctifascia
Tellervo arctifascia är en fjärilsart som beskrevs av Gustaaf Hulstaert 1924. Tellervo arctifascia ingår i släktet Tellervo och familjen praktfjärilar. Inga underarter finns listade i Catalogue of Life.